# Josefa (nombre)
Josefa o  Josefina es un nombre de pila de mujer, de origen hebreo, variante femenina de José, al cual se le atribuye el significado Lo que Dios multiplica o engrandecida por Dios.
'.

## Santoral
- 19 de marzo, Santa Josefa. Ya que es el mismo día de San José.
- 8 de febrero, Santa Josefina Bakhita. De esclava en Sudan a santa en Italia.
- 6 de noviembre, Beata Josefa de San Juan de Dios, mártir.

## Variantes
- Masculino: José.

## Variantes en otros idiomas
| Equivalencias en otros idiomas |                                       |          |                             |
| Idioma                         | Traducción                            | Idioma   | Traducción                  |
| Español                        | Josefa, Josefina                      | Inglés   | Josepha, Josephine          |
| Alemán                         | Josepha, Josephine, Josefa, Josefine  | Francés  | Josèphe, Joséphine, Josette |
| Ruso                           | Йозефа (Yozefa), Жозефина (Zhozefina) | Italiano | Giuseppa, Giuseppina        |
| Portugués                      | Josefa, Josefina, Josiane             | Polaco   | Józefa                      |

## Personajes célebres
- Josefa Ortiz de Domínguez, insurgente de la revolución de Independencia de México;
- Josefa Goldar, actriz argentina;
- Josefina de Beauharnais, primera esposa de Napoleón Bonaparte;
- Josefa Camejo, heroína de la independencia de Venezuela;
- Josefa Flores González, actriz española;
- Josefina Zoraida Vázquez, escritora mexicana;
- Josefina Molina, guionista  española;
- Josefina Vázquez Mota, política mexicana;
- Josefa Errázuriz, política chilena;
- Josefina Castellví, bacteriologa española;
- Josefina de Leuchtenberg, reina consorte de Suecia y Noruega;
- Josefina Carlota de Bélgica, gran duquesa consorte de Luxemburgo;
- Josefina de Dinamarca, princesa de Dinamarca;
- Josefa de Baviera, emperatriz consorte del Sacro Imperio Romano Germánico;
- Josefa de Fürstenberg-Weitra, princesa consorte de Liechtenstein;
- Josefa de Iturbide y Huarte, princesa de Iturbide;